# Малки южноамерикански бои
Малките южноамерикански бои (Trachyboa) са род влечуги от семейство Дървесни бои джуджета (Tropidophiidae).
Таксонът е описан за пръв път от Вилхелм Петерс през 1860 година.

## Видове
- Trachyboa boulengeri
- Trachyboa gularis